# Pierre Lucas (rugby à XV)
Pour les articles homonymes, voir Pierre Lucas et Lucas.

a Compétitions nationales et continentales officielles uniquement.

b Matchs officiels uniquement.
Dernière mise à jour le 16 juin 2025.
Pierre Lucas, né le 29 avril 1997, est un joueur français de rugby à XV. Il joue au poste de centre.

## Biographie
Pierre Lucas débute au RO Agde, puis il part au Montpellier HR avant de signer à l'USA Perpignan.
À ses débuts avec l'équipe professionnelle, il est d'abord positionné ailier avant de se spécialiser au poste de centre.
En 2017, il est champion de France espoir avec l'USA Perpignan.
En 2018, il signe une prolongation de contrat avec l'USA Perpignan pour trois saisons,.
Il est retenu par les Barbarians français pour participer à la première édition du Supersevens le 1er février 2020,.
Il fait son retour au Montpellier Hérault rugby en 2021, et obtient son premier titre de champion de France.
Durant l'intersaison, il renouvelle son contrat pour deux ans, le liant au club jusqu'à la fin de la saison 2025.
Le 13 mai 2025, le journal du Midi Olympique annonce son départ vers le Provence Rugby à l'issue de la saison 2024-2025.

## Palmarès
- USA Perpignan
  - Vainqueur du Champion de France espoirs en 2017[4]
  - Vainqueur du Champion de France de 2e division en 2018 et 2021
- Montpellier HR
  - Vainqueur du Championnat de France en 2022